# Uroš Čučković
Uroš Čučković (em montenegrino:  Урош Чучковић; Kotor, 25 de abril de 1990) é um jogador de polo aquático montenegrino.

## Carreira
Čučković integrou o elenco da Seleção Montenegrina de Polo Aquático que ficou em quarto lugar nos Jogos Olímpicos de 2016.